# Армяне в Нидерландах
Армяне в Нидерландах (нидерл. Armeense Nederlanders, арм. Հայերը Նիդերլանդներում) — этнические армяне, проживающие в Нидерландах. По словам посла Армении, в стране проживает около 40 000 тысяч армян.

## История
Считается, что взаимодействие между Арменией и Нидерландами началось в XIII и XIV веках, когда голландские купцы прибыли в Киликию. В то же время армянские торговые дома открылись в Нидерландах. Армяне привезли в Нидерланды ковры, красители, хлопок и специи из Армении и со всего мира.
Помимо современной армянской общины, распространяющейся в Нидерландах, в Амстердаме в 17-м и 18-м веках была сосредоточена независимая армянская община.
Многие армянские купцы в Амстердаме отправились в Юго-Восточную Азию в 19-м веке, чтобы торговать и создавать фабрики и плантации, создавая сообщество армян на Яве.
Наполеоновские войны положили конец жизни армян в Нидерландах. Амстердам был почти безлюдным после его оккупации французами. В 1713 году город Амстердам разрешил армянам построить собственную церковь. После служения своей цели в течение полутора веков это здание было закрыто из-за сокращения его конгрегации. В 1874 году по приказу католикоса города Вагаршапат здание было продано за 10 000 флоринов, которое было передано ему. Вполне вероятно, что армянская община ассимилировалась в более широкую голландскую нацию в XIX веке.
Армяне прибыли в Нидерланды из Индонезии (бывшая Голландская Ост-Индия в 1950-х годах), Турции (1970-е годы), Ливана (1970-е годы), Ирана (1980-е годы), Ирака (начало 1990-х годов), России и Армении (1990-е годы).

## Сообщество
Самая большая группа армян прибыла из Турции (Диярбакыр и Ширнак) в 1970-х годах в качестве гастарбайтеров в цепной миграции, которая нашла работу на текстильных фабриках в Алмело и Хенгело.
В настоящее время большинство армян живут в крупных городских центрах в западной части Нидерландов: Амстердаме, Дордрехте, Гааге, Лейдене и Роттердаме. Армянские церковные службы проводятся в Амстердаме, Маастрихте и Алмело.